# Víctor Pecci
Pour les articles homonymes, voir Pecci.
Víctor Pecci, né le 15 octobre 1955 à Asuncion, est un joueur de tennis paraguayen, professionnel de 1973 à 1990.

## Biographie
Considéré comme le meilleur joueur paraguayen de l'histoire, Víctor Pecci a été no 9 mondial en 1980, un an après avoir réalisé son plus bel exploit en parvenant en finale de Roland-Garros 1979 face à Björn Borg, après avoir battu successivement Guillermo Vilas et Jimmy Connors. En 1981, il atteint à nouveau les demi-finales à Roland-Garros après avoir notamment éliminé Yannick Noah en quarts.
Il a remporté au cours de sa carrière dix titres en simple et douze titres en double.
Avec son partenaire Francisco González, il a porté également les couleurs de l'équipe du Paraguay en Coupe Davis. À Asuncion, sur une surface insolite (le bois), ils ont notamment fait tomber des équipes comme la Tchécoslovaquie en 1983 et la France en 1985 ; ou encore les États-Unis en 1987, sur terre battue.
Il est nommé ministre des sports du Paraguay en août 2013,.

## Parcours dans les tournois duGrand Chelem

### En simple
| Année | Open d'Australie | Open d'Australie | Internationaux de France | Internationaux de France | Wimbledon       | Wimbledon    | US Open         | US Open      | Open d'Australie | Open d'Australie |
| ----- | ---------------- | ---------------- | ------------------------ | ------------------------ | --------------- | ------------ | --------------- | ------------ | ---------------- | ---------------- |
| 1974  | —                | —                | 1er tour (1/64)          | P. Gerken                | —               | —            | —               | —            | n.o.             | n.o.             |
| 1975  | —                | —                | —                        | —                        | 2e tour (1/32)  | R. Tanner    | 1er tour (1/64) | H. Solomon   | n.o.             | n.o.             |
| 1976  | —                | —                | 2e tour (1/32)           | J. Hřebec                | 2e tour (1/32)  | N. Pilić     | 2e tour (1/32)  | K. Warwick   | n.o.             | n.o.             |
| 1977  | —                | —                | 1er tour (1/64)          | T. Koch                  | —               | —            | 1er tour (1/64) | J. James     | —                | —                |
| 1978  | n.o.             | n.o.             | 1/8 de finale            | R. Ramírez               | 1er tour (1/64) | J. Alexander | 2e tour (1/32)  | R. Tanner    | —                | —                |
| 1979  | n.o.             | n.o.             | Finale                   | B. Borg                  | 3e tour (1/16)  | B. Drewett   | 3e tour (1/16)  | J. Kriek     | —                | —                |
| 1980  | n.o.             | n.o.             | 2e tour (1/32)           | B. Prajoux               | 3e tour (1/16)  | P. Dent      | 2e tour (1/32)  | E. Teltscher | 2e tour (1/16)   | K. Curren        |
| 1981  | n.o.             | n.o.             | 1/2 finale               | B. Borg                  | 1er tour (1/64) | B. Scanlon   | —               | —            | —                | —                |
| 1982  | n.o.             | n.o.             | 2e tour (1/32)           | E. Teltscher             | —               | —            | —               | —            | 1er tour (1/64)  | A. Andrews       |
| 1983  | n.o.             | n.o.             | 2e tour (1/32)           | Y. Noah                  | —               | —            | —               | —            | —                | —                |
| 1984  | n.o.             | n.o.             | 1er tour (1/64)          | Gildemeister             | —               | —            | —               | —            | —                | —                |
| 1985  | n.o.             | n.o.             | 1er tour (1/64)          | J. Aguilera              | 1er tour (1/64) | J. Kriek     | 1er tour (1/64) | J. Lloyd     | —                | —                |
| 1986  | n.o.             | n.o.             | 1er tour (1/64)          | J. Yzaga                 | —               | —            | —               | —            | n.o.             | n.o.             |

N.B. : à droite du résultat se trouve le nom de l'ultime adversaire.

### En double
| Année | Open d'Australie | Open d'Australie | Internationaux de France   | Internationaux de France | Wimbledon                   | Wimbledon             | US Open                     | US Open             | Open d'Australie            | Open d'Australie   |
| ----- | ---------------- | ---------------- | -------------------------- | ------------------------ | --------------------------- | --------------------- | --------------------------- | ------------------- | --------------------------- | ------------------ |
| 1973  | —                | —                | 2e tour (1/16) T. Quintin  | P. Cramer R. Moore       | 1er tour (1/32) T. Quintin  | A. Mills R. Wilson    | —                           | —                   | n.o.                        | n.o.               |
| 1974  | —                | —                | —                          | —                        | —                           | —                     | —                           | —                   | n.o.                        | n.o.               |
| 1975  | —                | —                | —                          | —                        | 1er tour (1/32) Chanfreau   | J. Austin C. Owens    | 1er tour (1/32) T. Vázquez  | P. Segura S. Segura | n.o.                        | n.o.               |
| 1976  | —                | —                | 2e tour (1/16) L. Álvarez  | Di. Dell B. Martin       | 2e tour (1/16) L. Álvarez   | R. Lutz S. Smith      | —                           | —                   | n.o.                        | n.o.               |
| 1977  | —                | —                | —                          | —                        | —                           | —                     | 1er tour (1/32) M. Santana  | S. Smith R. Lutz    | —                           | —                  |
| 1978  | n.o.             | n.o.             | 2e tour (1/16) L. Álvarez  | D. Stockton Van Dillen   | 1/8 de finale L. Álvarez    | P. Fleming J. McEnroe | 1/4 de finale K. Warwick    | W. Fibak T. Okker   | —                           | —                  |
| 1979  | n.o.             | n.o.             | 1er tour (1/32) B. Taróczy | N. Saviano B. Scanlon    | 1er tour (1/32) B. Taróczy  | V. Winitsky R. Ycaza  | —                           | —                   | —                           | —                  |
| 1980  | n.o.             | n.o.             | —                          | —                        | —                           | —                     | 1er tour (1/32) A. Gómez    | Geraghty H. Ismail  | —                           | —                  |
| 1981  | n.o.             | n.o.             | —                          | —                        | 1er tour (1/32) F. González | J. Austin F. McNair   | —                           | —                   | —                           | —                  |
| 1982  | n.o.             | n.o.             | —                          | —                        | —                           | —                     | —                           | —                   | 1er tour (1/32) F. González | R. Case B. Drewett |
| 1983  | n.o.             | n.o.             | 1/4 de finale F. González  | B. Dyke B. Prajoux       | —                           | —                     | —                           | —                   | —                           | —                  |
| 1984  | n.o.             | n.o.             | —                          | —                        | —                           | —                     | —                           | —                   | —                           | —                  |
| 1985  | n.o.             | n.o.             | —                          | —                        | 1er tour (1/32) J. Frawley  | Gunnarsson Mortensen  | 2e tour (1/16) Gildemeister | R. Acuña Fernandez  | —                           | —                  |
| 1986  | n.o.             | n.o.             | 1er tour (1/32) D. Graham  | J. Lozano T. Witsken     | —                           | —                     | —                           | —                   | n.o.                        | n.o.               |

N.B. : le nom du ou de la partenaire se trouve sous le résultat ; le nom des ultimes adversaires se trouve à droite.